# Igreja da Companhia
A Igreja da Companhia (em galego: Igrexa da Compañía; em castelhano: Iglesia de la Compañía; abreviatura de Igreja da Companhia de Jesus), também chamada Igreja da Universidade é uma igreja do século XVII situada no centro histórico de Santiago de Compostela, Galiza, Espanha, junto à Faculdade de Geografia e História da Universidade de Santiago de Compostela. Atualmente é uma sala de exposições.

## História

### Colégio jesuíta
O Colégio de Jesuítas de Santiago de Compostela foi fundado em 1577 por iniciativa do arcebispo Francisco Blanco Salcedo, que além de requerer a presença da ordem na cidade, adquiriu em 1578 o antigo convento franciscano feminino de Santa Maria a Nova. Para adaptar o velho edifício conventual medieval, este foi rapidamente renovado e ampliado. Em 1580, o reitor envia o projeto do novo colégio para ser aprovado em Roma, tendo as obras sido iniciadas em 1587. Estas começaram pela parte residencial, de que se encarregou Andrés Zorlado. Nas fases seguintes foram construídos o claustro e as dependências a ele anexas: as salas de filosofia e teologia, a biblioteca, etc.
Nas obras participaram diversos arquitetos: em 1608, Benito González de Araújo desenha e dirige a construção da ala sul do claustro; em 1636, Bartolomé Fernández Lechuga encarrega-se das alas oriental e norte; em 1667 Melchor de Velasco dirige a construção da ala ocidental. O resultado foi um claustro de dois andares com colunas, com ar arcaico visto tratar-se da estrutura de claustros típica em Compostela no século XVI.
À parte da igreja, pouco ou nada resta do colégio, pois este foi completamente reconstruído para se tornar a sede da universidade após a expulsão dos jesuítas de Espanha em finais do século XVIII. Estas obras de foram dirigidas por Miguel Ferro Caaveiro. No século XIX houve também várias remodelações.

### Igreja
A igreja medieval foi usada até finais do século XVII. As primeiras obras de renovação foram levadas a cabo em 1648, quando foi reconstruída e ampliada a capela-mor. Em 1660, Bernardo Cabrera cobre o cruzeiro com a cúpula semiesférica. Em 1662, José de La Peña De Toro constrói a capela de São José entre o presbitério e o braço sul do cruzeiro. Entre 1670 e 1673, Diego de Romay erige o corpo das naves e a fachada. Outras fontes referem que a igreja atual é da autoria de Gaspar de Arce.
Após a univesidade tomar posse do edifício, em 1769 a igreja passou a ser a capela da universidade. Nessa altura, as imagens dos fundadores da Companhia de Jesus, Santo Inácio de Loyola e São Francisco Xavier, foram modificadas para passarem a representar São Pedro e São Paulo.

## Descrição da igreja

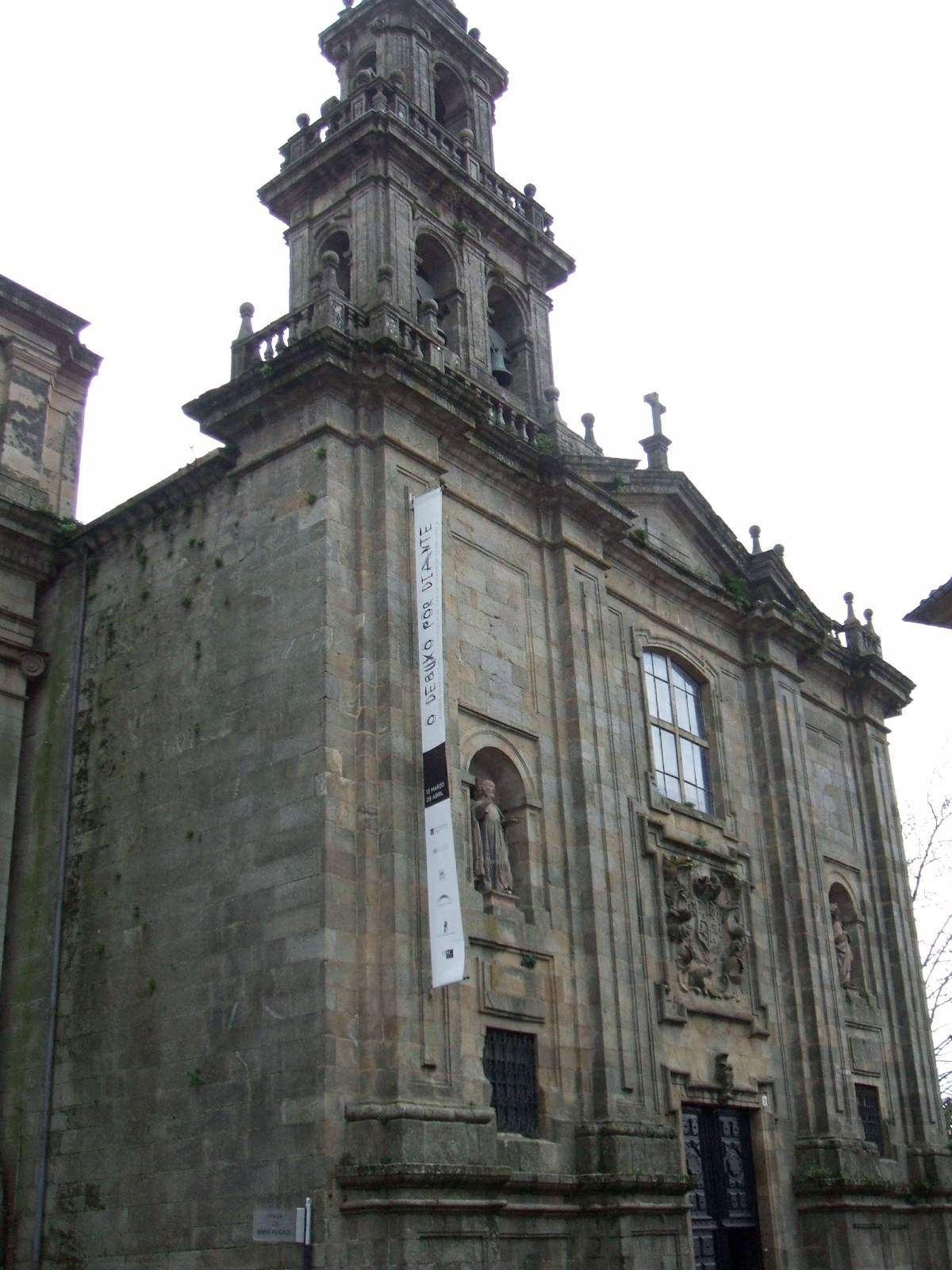
Fachada vista do lado norte

O edifício tem as caraterísticas típicas das igrejas jesuítas, seguindo o modelo da Igreja de Jesus em Roma, com planta em cruz latina inscrita num retângulo, com uma tribuna sobre as capelas laterais. É completamente abobadada e a cúpula tem a particularidade de apresentar estrias que convergem para a base da lanterna, formando uma espécie de concha de Vieira, que produz um efeito de chiaroscuro com a luz que incide sobre a superfície ondulante. O que mais se destaca no interior são os vários retábulos que adornam as naves laterais, o cruzeiro e o altar-mor, que são consideradas obras autenticamente barrocas. O retábulo-mor é da autoria de Miguel de Romay e os do transepto são de Domingo de Andrade e dois dos laterais de Simón Rodríguez.
Como o interior, a fachada é sóbria, resultado de um classicismo quase palladiano, mas com pouca relação com o interior, assemelhando-se a uma grande cortina. Quatro pilastras colossais toscanas (do mesmo tipo das que se encontram no interior), assentes em pedestais, dividem a fachada em três segmentos. O central é rematado por um frontão e os laterais por balaustradas de pedra. Por cima da porta há um escudo real de Espanha, inscrito num grande quadrado emoldurado, que é ladeado pelos nichos onde se encontram as imagens de São Pedro e São Paulo. A fachada é a última obra Diego de Romay que mostra forte influência de Melchor de Velasco, pois as obras seguintes tendem para um maior decorativismo, resultante da influência de Domingo de Andrade.
A torre é igualmente uma obra de Romay e foi erigida em 1719. É de planta retangular, formada por dois corpos decrescentes e rematada por uma cúpula com um pináculo em cima, à semelhança do campanário construído em 1675 no Convento de São Martinho Pinário, embora com um estilo mais sóbrio, condizente com o resto da fachada.